# Таллы-Сыза

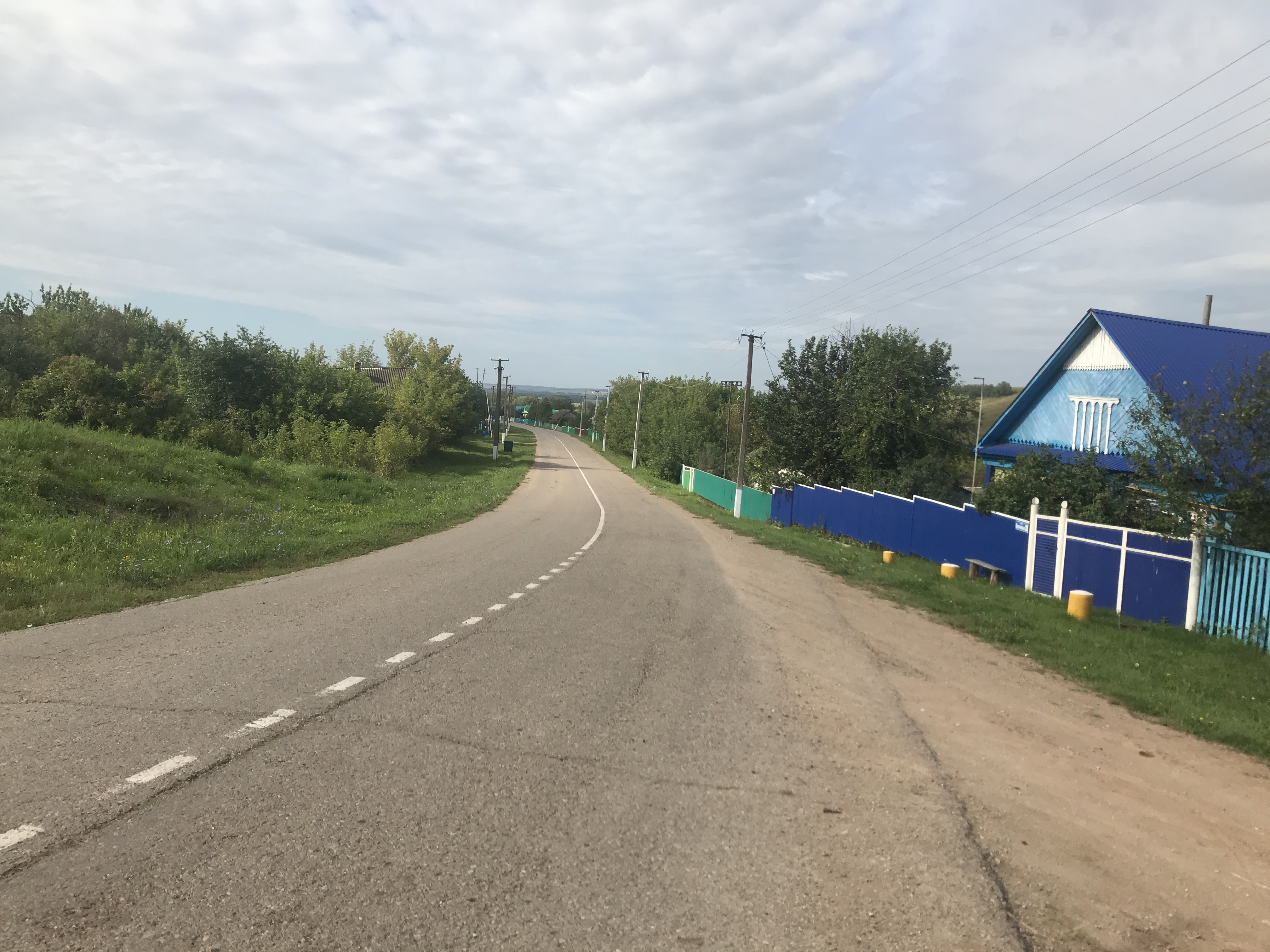
Одна из улиц деревни

Таллы-Сыза (баш. Таллыһыҙа) — село в Бакалинском районе Башкортостана, относится к Урманаевскому сельсовету. 

## История
Основано в 20-е гг. XX в. на территории Белебеевского кантона жителями д. Сарлы Бугульминского кантона ТАССР (ныне Азнакаевского района РТ). Также называлось Талды-Сызой.
В 1925 году учтено 85 дворов. 

## Географическое положение
Расстояние до:
- районного центра (Бакалы): 49 км,
- центра сельсовета (Урманаево): 10 км,
- ближайшей ж/д станции (Туймазы): 72 км.

## Население
| 2002 | 2009 | 2010 |
| ---- | ---- | ---- |
| 207  | ↘178 | ↘147 |

## Инфраструктура
СПК “Чулпан”(банкротство), фельдшерско-акушерский пункт, клуб.

## Религия
В селе есть мечеть.